# Methone vitellia
Methone vitellia är en fjärilsart som beskrevs av Adalbert Seitz 1913. Methone vitellia ingår i släktet Methone och familjen Riodinidae. Inga underarter finns listade i Catalogue of Life.